# 75th Avenue
75th Avenue – stacja metra nowojorskiego, na linii E i F. Znajduje się w dzielnicy Queens, w Nowym Jorku i zlokalizowana jest pomiędzy stacjami Kew Gardens – Union Turnpike i Forest Hills – 71st Avenue. Została otwarta 31 grudnia 1936.